# Ramellogammarus ramellus
Ramellogammarus ramellus is een vlokreeftensoort uit de familie van de Anisogammaridae. De wetenschappelijke naam van de soort is voor het eerst geldig gepubliceerd in 1907 door Weckel.